# ダーン
ダーン (独: Dahn) はドイツ連邦共和国 ラインラント＝プファルツ州ズュートヴェストプファルツ郡の市。ダーナー・フェルゼンラント連合自治体 (独: Verbandsgemeinde Dahner Felsenland) の行政庁所在地となっている。
プファルツの森、ピルマゼンスの南西約15km、ランダウの西約25kmに位置する。

ダーン - Dahn
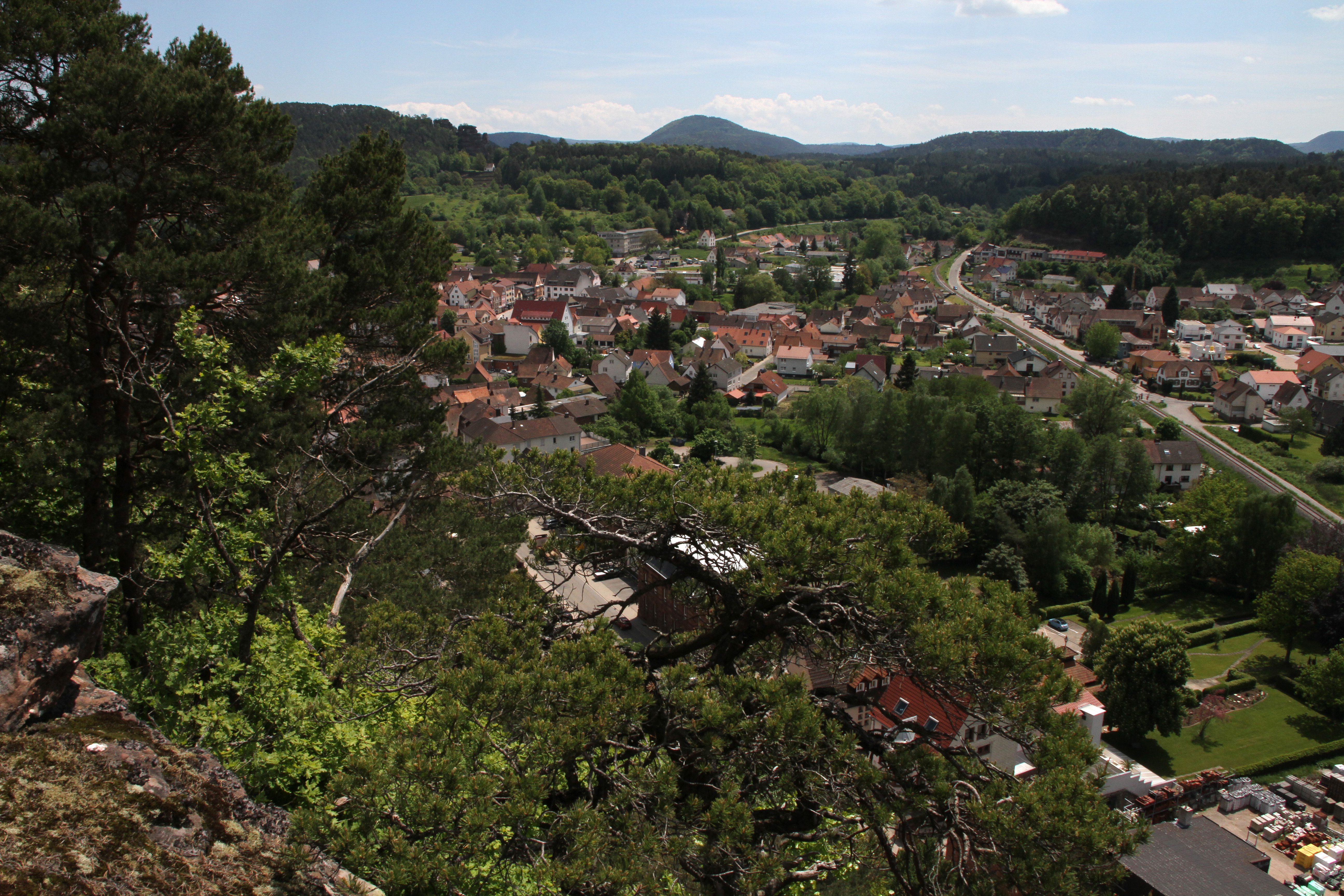
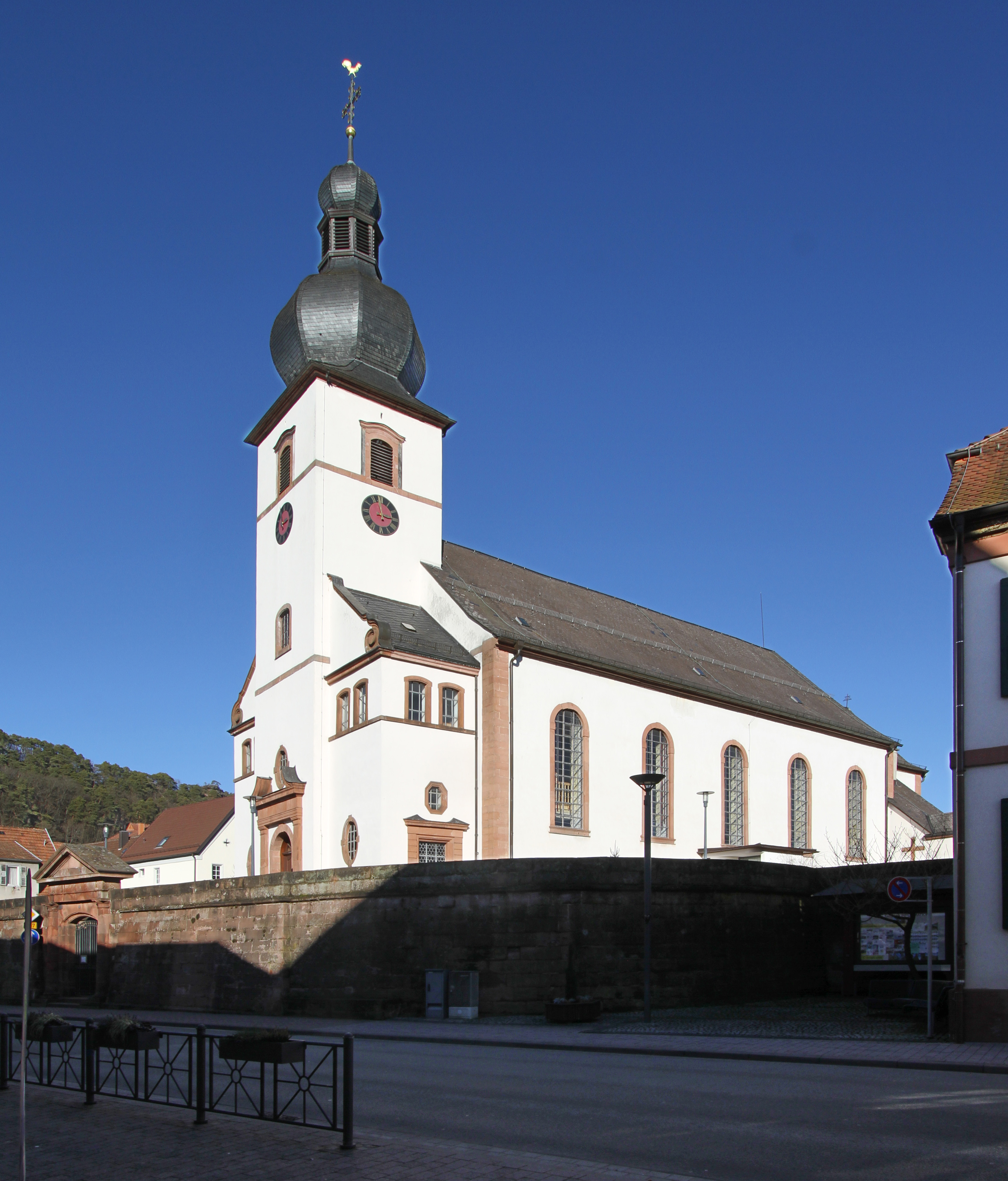
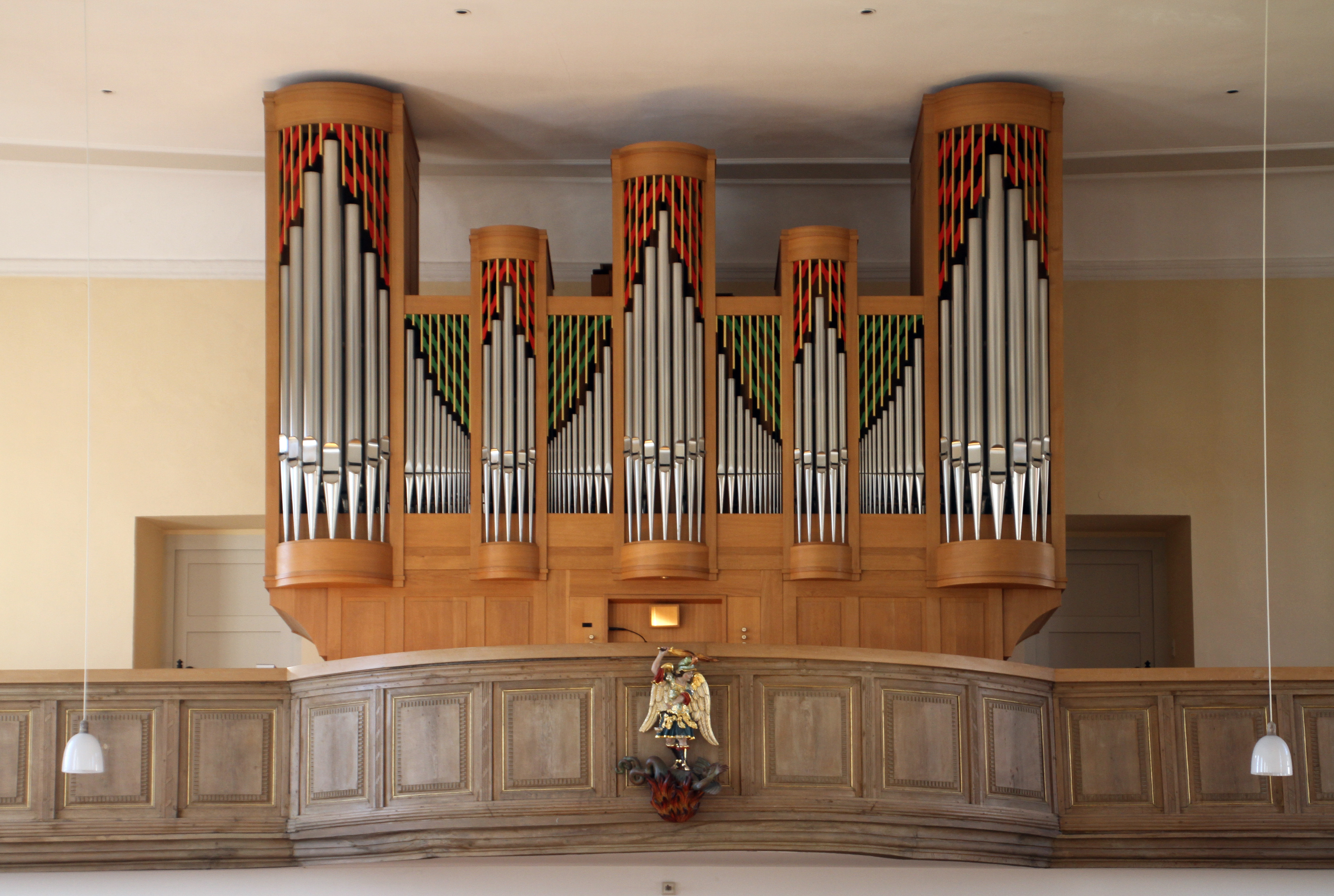
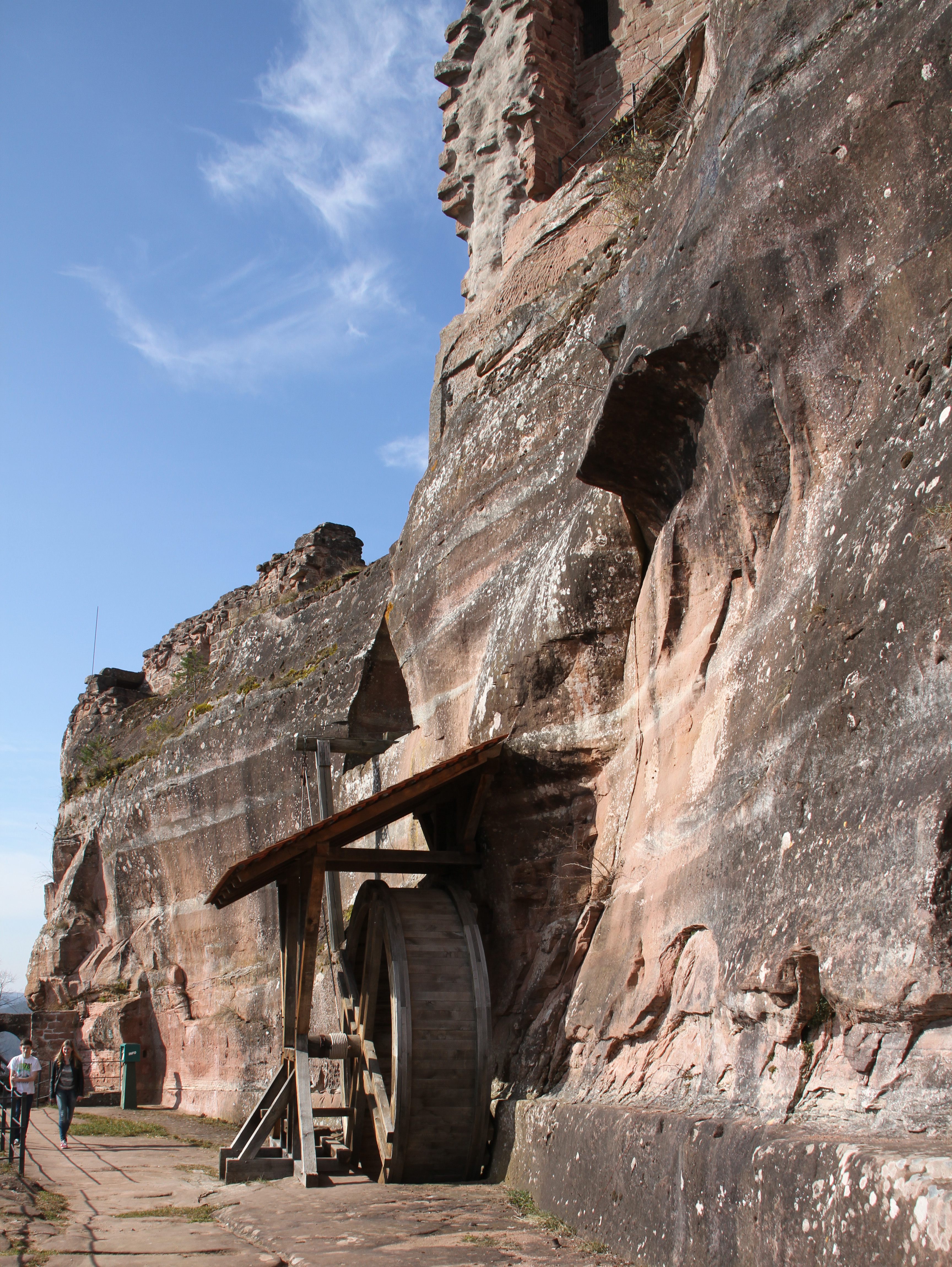
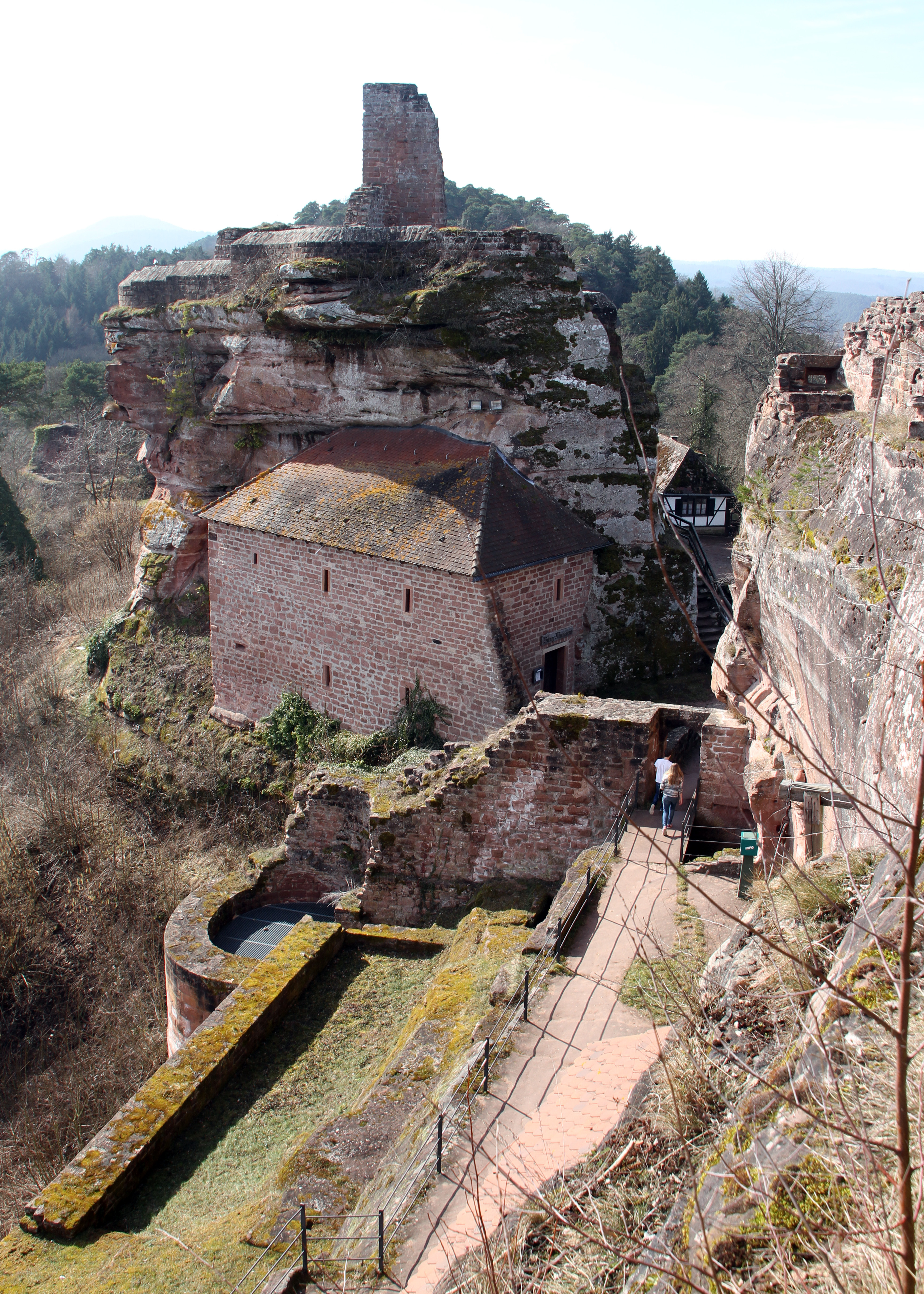
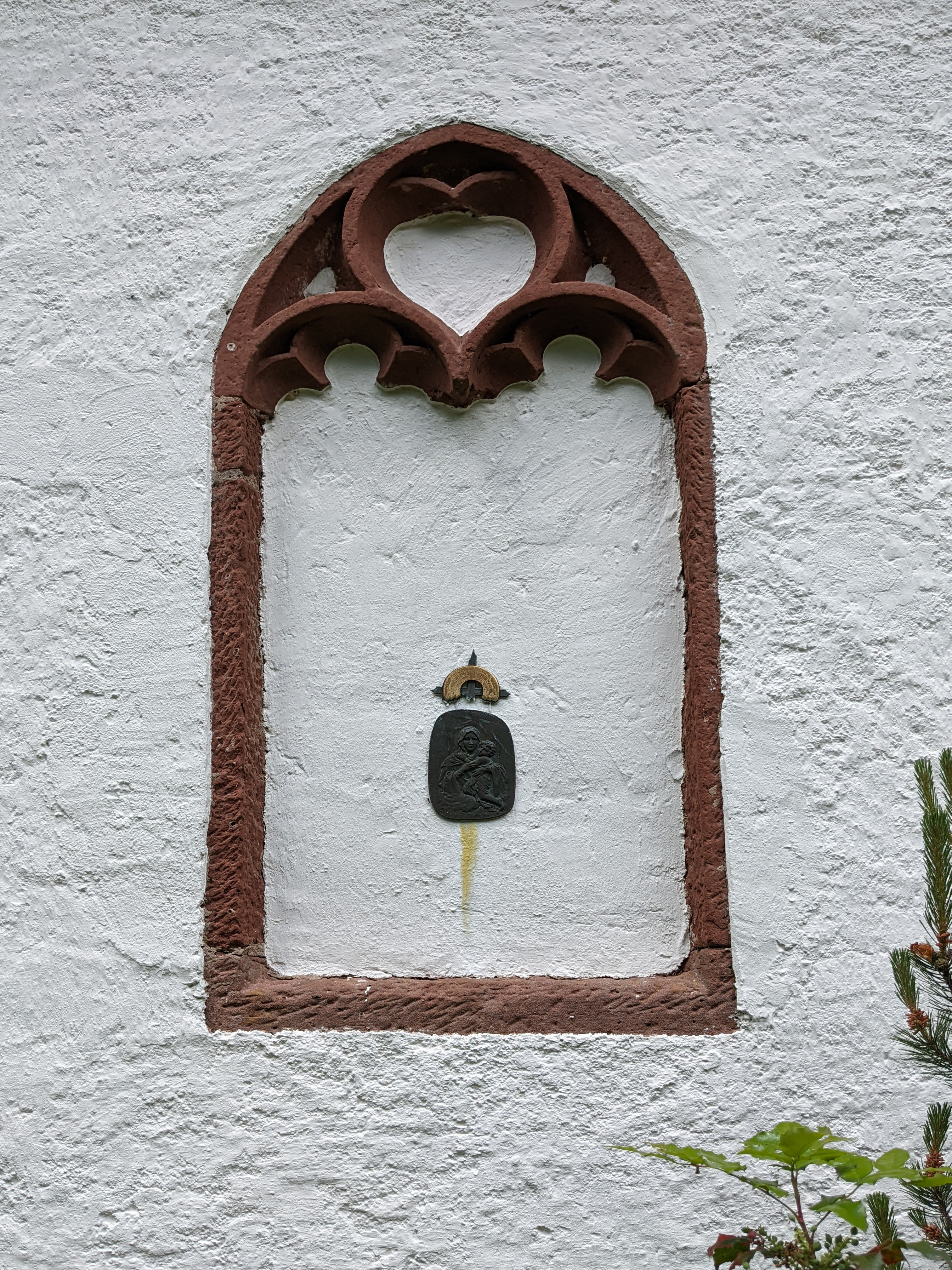
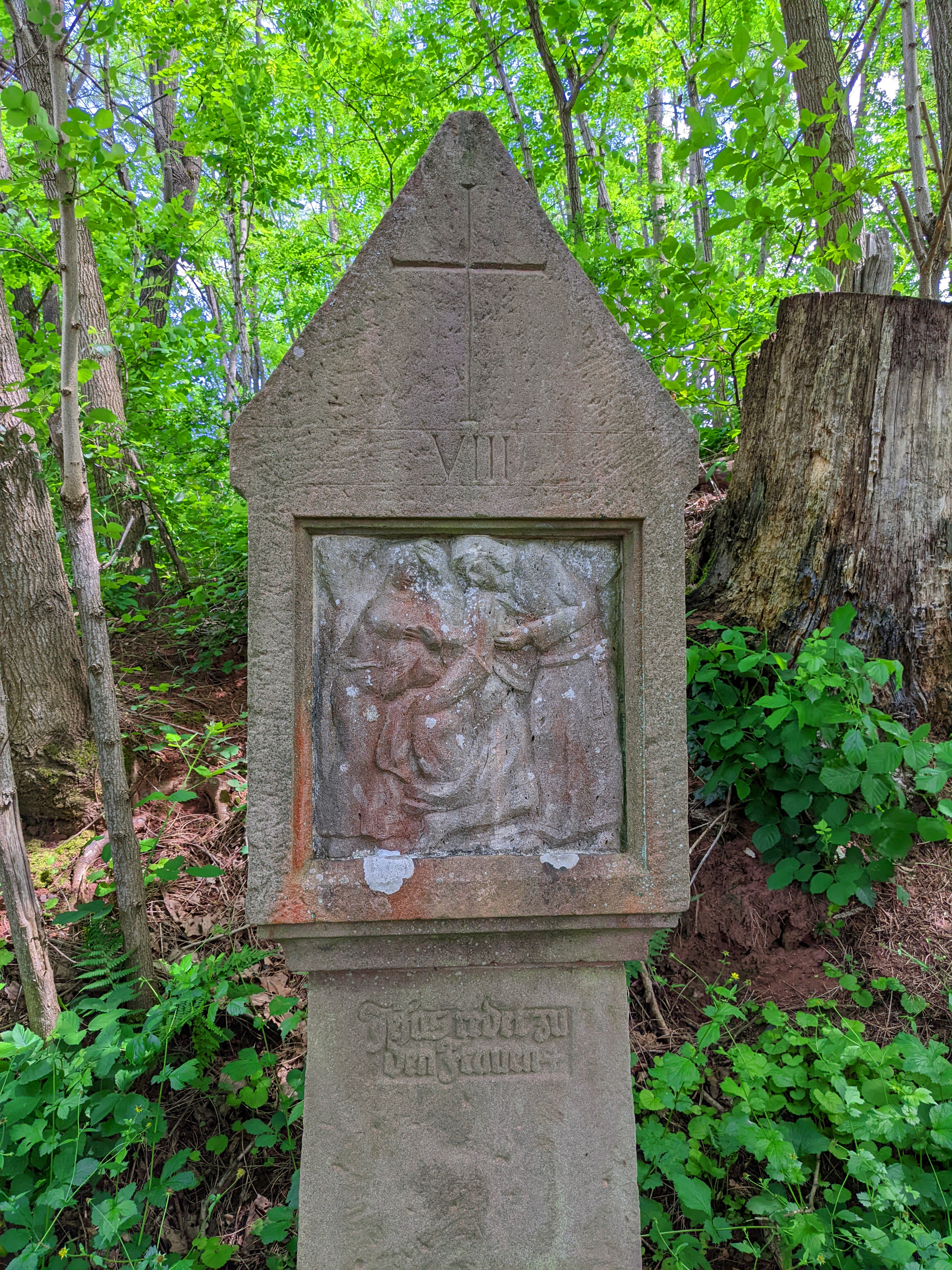
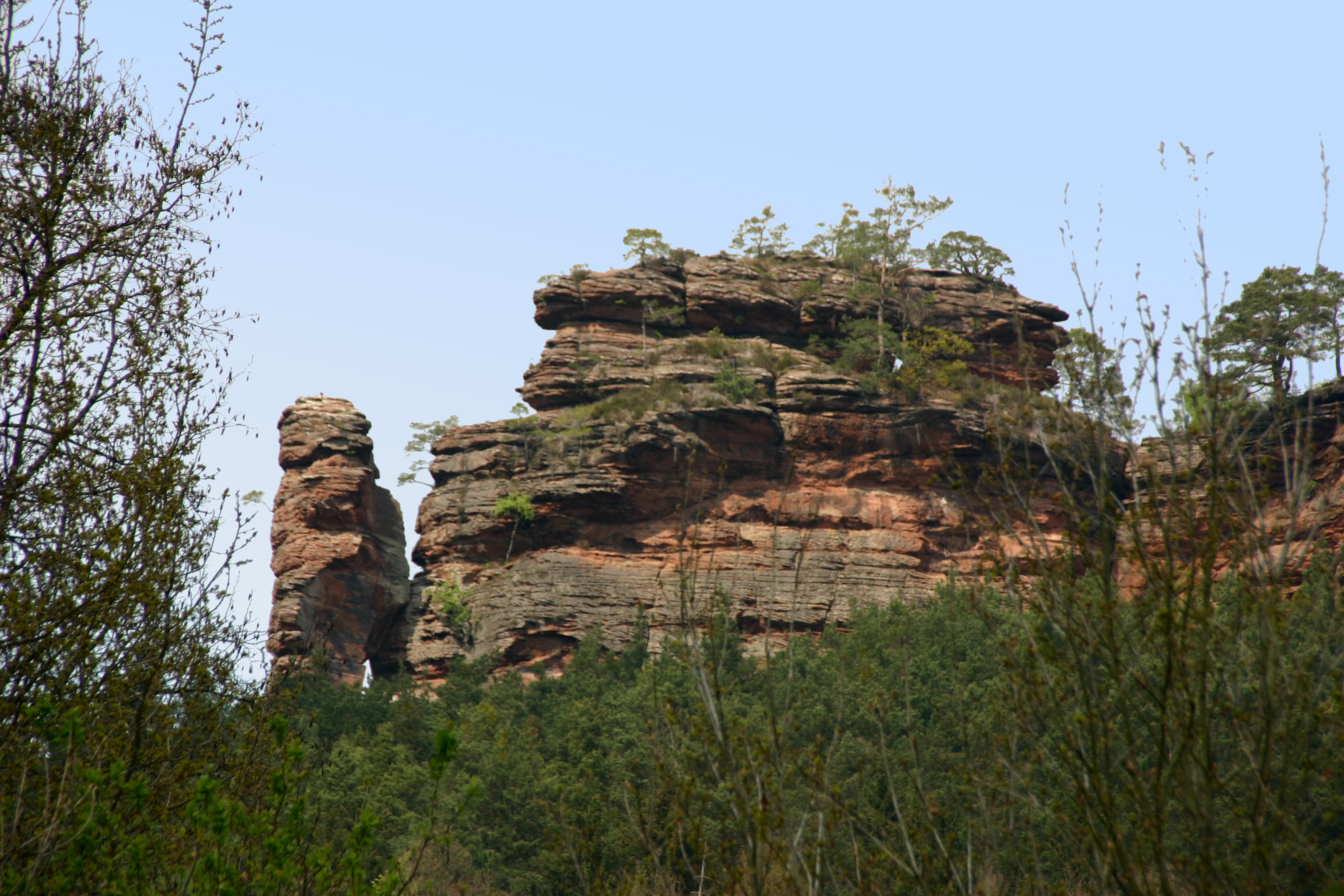
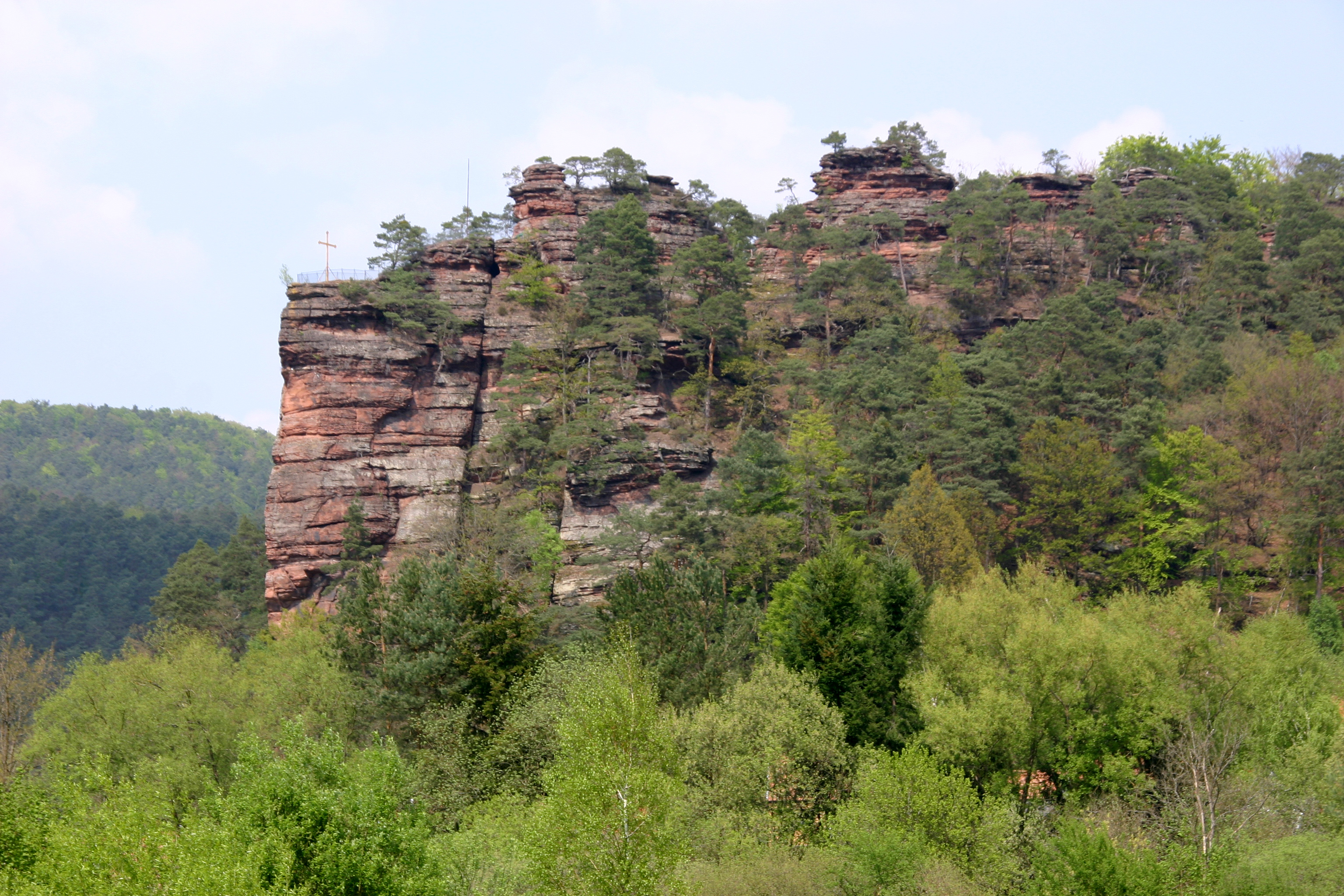
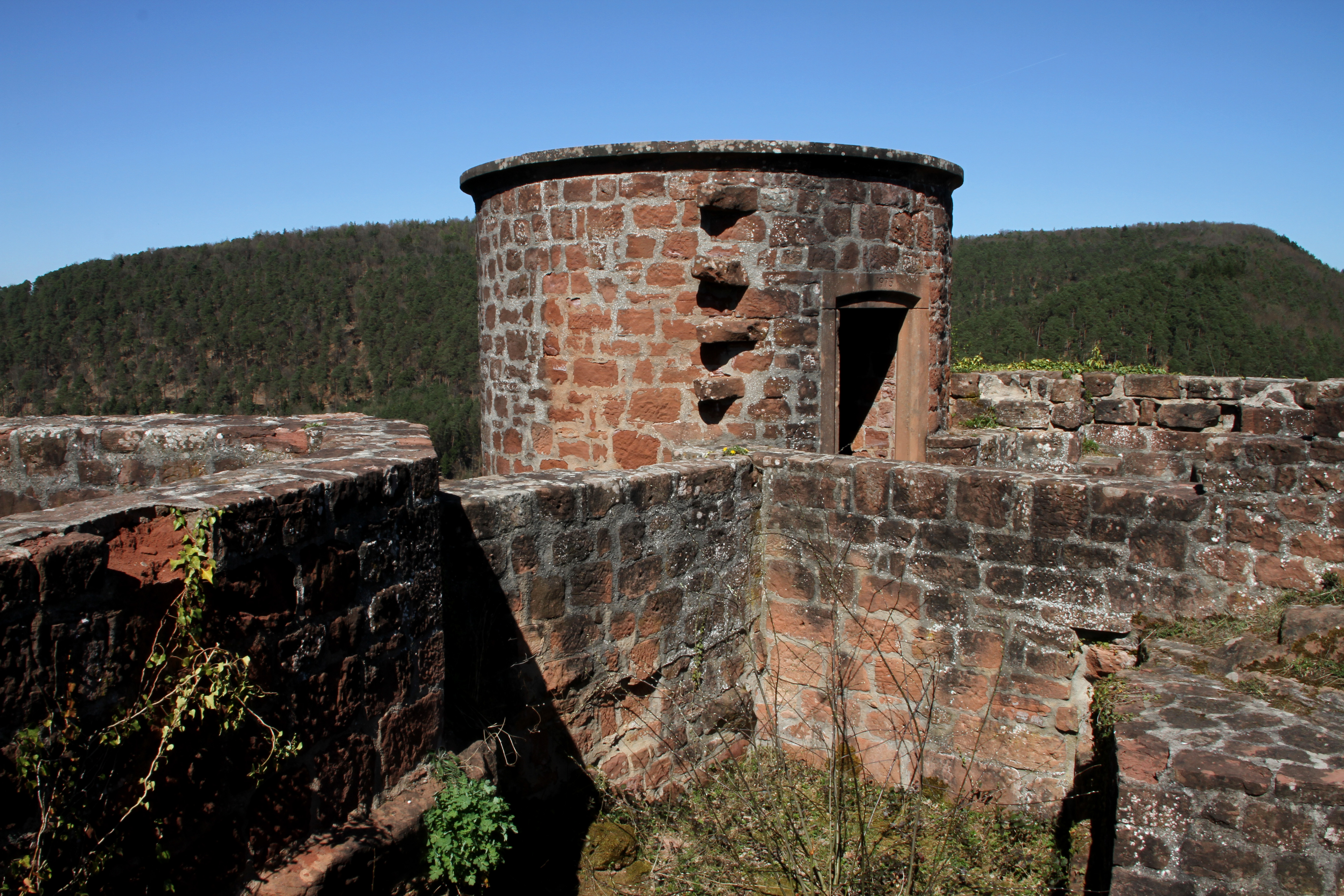

## 姉妹都市
- ヴァスロンヌ (Wasselonne) （フランス 1971年から）